# Dafne Fernández
Dafne Fernández García (Madrid, 31 marzo 1985) è un'attrice e ballerina spagnola.

## Carriera
Iniziò a studiare danza a tre anni, entrando a otto anni nel Real Conservatorio Profesional de Danza de Madrid. Lì seguì il livello intermedio di danza classica fino a diciotto anni con ottimi voti. A undici anni iniziò a lavorare per il cinema, come comparsa nel film Malena es un nombre de tango. L'anno successivo fu scelta come protagonista di Pajarico. Raggiunge la notorietà interpretando il ruolo di Marta Ramos, sorella della professoressa Adela, nel telefilm Paso adelante. Nel 2006 è stata tra le ballerine del musical Fama. Nel 2011 fa parte della serie TV Tierra de Lobos - L'amore e il coraggio, nella quale interpreta Nieves Lobo.

## Filmografia

### Cinema
- Malena es un nombre de tango, regia di Gerardo Herrero (1996)
- Pajarico, regia di Carlos Saura (1997)
- Resultado final, regia di Juan Antonio Bardem (1998)
- Tra le gambe (Entre las piernas), regia di Manuel Gómez Pereira (1999)
- Goya (Goya en Burdeos), regia di Carlos Saura (1999)
- El otro barrio, regia di Salvador García Ruiz (2000)
- Juego de Luna, regia di Mónica Laguna (2001)
- Hombres felices, regia di Roberto Santiago (2001)
- Box 507 (La caja 507), regia di Enrique Urbizu (2002)
- Malamuerte, regia di Vicente Pérez Herrero (2009)
- Entrelobos, regia di Gerardo Olivares (2010)
- Solo para dos, regia di Roberto Santiago (2013)
- Viral, regia di Lucas Figueroa (2013)
- Real Playing Game, regia di Tino Navarro e David Rebordão (2013)
- Perfectos desconocidos, regia di Álex de la Iglesia (2017)

### Televisione
- Canguros - serie TV, 1 episodio (1996)
- Paraíso - serie TV, 1 episodio (2000)
- Paso adelante (Un paso adelante) - serie TV, 63 episodi (2002-2005)
- Hospital Central - serie TV, 2 episodi (2002-2006)
- Los Serrano - serie TV, 7 episodi (2008)
- U.C.O. - serie TV, 1 episodio (2009)
- Sexo en Chueca.com - serie TV, 11 episodi (2010)
- Tierra de Lobos - L'amore e il coraggio (Tierra de Lobos) - serie TV, 42 episodi (2010-2014)
- Terapia, regia di Israel González - film TV (2011)
- Inquilinos - serie TV, 2 episodi (2011-2013)
- Chiringuito de Pepe - serie TV, 20 episodi (2014-2016)

## Doppiatrici italiane
- Domitilla D'Amico in Goya
- Alessia Amendola in Paso adelante
- Jolanda Granato in Tierra de Lobos - L'amore e il coraggio